# 南泉镇 (什邡市)
南泉镇，是中华人民共和国四川省德阳市什邡市下辖的一个乡镇级行政单位。

## 行政区划
南泉镇下辖以下地区：
禾家场社区、和兴村、方碑村、玉桥村、南阳村、柳泉村、金桥村、瑞虹村、新桂村、金桂村、星星村和团结村。